# Carlo Cesarini da Senigallia
Carlo Cesarini, noto anche con lo pseudonimo di Cesarini da Senigallia (Senigallia, 6 gennaio 1923 – Roma, 18 settembre 1996), è stato uno scenografo italiano, attivo prevalentemente in televisione.

## Biografia
Giovanissimo lascia gli studi e incomincia a girare l'Europa dipingendo e vendendo i suoi quadri. Nel 1950 si ferma in Inghilterra dove, dopo un anno di permanenza, fonda un giornale l'"Anglo italiano News". Tornato in Italia nel 1954, lo prese con sé Camillo Parravicini, all'epoca scenografo del teatro dell'Opera di Roma. Esordì in televisione come scenografo nel 1956, con una commedia (Il sogno dello zio di Anton Giulio Majano) ed ha in seguito curato la scenografia di commedie, romanzi sceneggiati e di show musicali, tra cui varie edizioni di Canzonissima, Studio Uno, Teatro Dieci, 'edizione del 1974 di Milleluci, l'edizione 1978-79 di Domenica in.
Ha lavorato anche in teatro ed ha realizzato spettacoli a Las Vegas (Dunes). Inoltre ha curato l'illuminazione del percorso aperto al pubblico all'interno delle Grotte di Frasassi. Ha avuto anche un'esperienza di attore in Biblioteca di Studio Uno, il programma di Antonello Falqui con il Quartetto Cetra, nella puntata dedicata all'Odissea. Dopo aver lasciato la Rai, ha collaborato in televisione anche con Mediaset e con il gruppo FIAT (spettacoli per il lancio delle nuove autovetture) ed ha organizzato spettacoli televisivi nelle principali piazze d'Italia e d'Europa.
Morì d'infarto nella sua abitazione a Roma il 18 settembre 1996. Senigallia gli ha dedicato, con una collaborazione tra l'Amministrazione Comunale, la Sede Regionale Rai delle Marche e la famiglia, una mostra "Scene Cesarini da Senigallia" dal 26 maggio al 23 settembre 2012 alla Rocca Roveresca.

## Show e produzioni televisive
- Canzonissima (show televisivo) 1959 varie edizioni
- Il Mattatore, (varietà televisivo) 1959
- Difensore d'ufficio (produzione televisiva), 1959
- Giardino d'inverno (varietà televisivo), 1961
- Studio Uno (show televisivo), 1961-1965
- Stasera Rita (varietà televisivo), nov.1965
- Scala reale (varietà televisivo), 1966
- Addio giovinezza (commedia musicale televisiva), 1968
- Canzonissima (show televisivo), 1969
- Stasera (varietà televisivo), 1969
- Teatro Dieci (varietà televisivo), 1971
- Serata con Carla Fracci, 1973
- L'appuntamento (varietà televisivo), 1973
- Milleluci (show televisivo), 1974
- Fatti e fattacci (show televisivo), 1975
- Bambole non c'è una lira, 1977
- Ma che sera (varietà televisivo), 1978
- Domenica in (varietà televisivo) 1978
- Mille milioni (show televisivo), 1980
- Ciao, gente (varietà televisivo) 1983
- Festival di Sanremo, 1989

## Filmografia e sceneggiati TV
- Il sogno dello zio (sceneggiato televisivo), 1956
- Jane Eyre (sceneggiato televisivo), 1957
- Capitan Fracassa (sceneggiato televisivo), 1958
- L'isola del tesoro, 1959
- Pugni pupe e marinai, film di Daniele D'Anza, 1961
- Odissea (sceneggiato televisivo), 1964, nel quale interpreta Nettuno;
- Vita di Dante, (sceneggiato televisivo), 1965
- Felicita Colombo, regia di Antonello Falqui (1968)
- La vedova allegra, (sceneggiato televisivo), 1968
- Il circolo Pickwick (sceneggiato televisivo), 1968
- I racconti di padre Brown (sceneggiato televisivo), 1970
- Before brekfast (sceneggiato televisivo)